# Hervé Novelli
Pour les articles homonymes, voir Novelli.
Hervé Novelli, né le 6 mars 1949 à Paris, est un homme politique français.
Diplômé de micromécanique et dirigeant de deux PME, Hervé Novelli milite d'abord à l'extrême droite (Occident, GUD, Front national, PFN), puis au CNIP, à l'UDF et à Démocratie libérale. Député de la 4e circonscription d'Indre-et-Loire de 1993 à 1997, il est député européen de 1999 à 2002.
Réélu à l'Assemblée nationale en 2002 sous l'étiquette UMP, il a été secrétaire d'État chargé du Commerce, de l'Artisanat, des Petites et Moyennes entreprises, du Tourisme, des Services et de la Consommation dans le gouvernement François Fillon II. À ce poste, il a été à l'origine de la mise en place du statut d'auto-entrepreneur.
Hervé Novelli est membre d'honneur de l'Observatoire du patrimoine religieux (OPR), une association multiconfessionnelle qui œuvre à la préservation et au rayonnement du patrimoine culturel français.

## Carrière professionnelle
Après une scolarité au lycée Michelet de Vanves (Hauts-de-Seine), Hervé Novelli obtient une maîtrise d'économie à l'université Paris-Dauphine et un CAP de micromécanique. Alors qu'il est encore étudiant à Dauphine, Claude Harmel lui confie la gestion de la bibliothèque de l'Institut supérieur du travail (IST), organisme de formation et d'études en relations sociales et syndicales.
De 1977 à 1986, Hervé Novelli est chargé de mission pour la Chambre syndicale de la sidérurgie française. Il devient PDG en 1983 des établissements Janton, PME spécialisée dans le secteur paramédical, à la suite du décès de son père en 1982. Il en cède la direction en 1986, date où il est officiellement nommé chef de cabinet du ministre de l'Industrie, des PTT et du Tourisme, Alain Madelin, principale figure de l’UDF au sein du gouvernement de Jacques Chirac lors de la première cohabitation, de 1986 à 1988.
En 1988, il devient vice-président Europe de la banque d'affaire américaine Drexel Burnham Lambert, jusqu'à sa faillite en 1990. Cet établissement a été mis en difficulté du fait de son implication dans des scandales de délits d'initiés sur fond de crise des junk bonds. 
Depuis juin 2014, il est membre du conseil d'administration du Centre des professions financières, association loi de 1901 qui vise à réunir et promouvoir les professions financières et les associations de place correspondantes.
Il a créé Wiki PME en 2015, un lobby qui se présente comme la « première communauté numérique et solidaire » et dont le but est de représenter les entrepreneurs sur les réseaux sociaux.
Il est également président de l'API, Association des plateformes électroniques faisant travailler des jeunes indépendants, organisation créée en 2019, à laquelle adhèrent Uber Eats ou Deliveroo.

## Parcours politique

### Débuts
Hervé Novelli commence par militer à l'extrême droite par « anticommunisme » et tradition familiale, selon ses propres propos, et  particulièrement dans le courant qui avait été incarné par la Fédération des étudiants nationalistes (1962-1964), puis qui est devenu lorsqu'il s’y est invesi le mouvement Occident (1964-1968), où il milite aux côtés de son ami Alain Madelin.
Avec certains membres de ce mouvement, dont Alain Robert, il crée en décembre 1968 le parti appelé Union Droit, implanté lui aussi en milieu étudiant, qui deviendra le GUD, puis Ordre nouveau (1969-1973), puis encore le Front national. Il y milite en 1973-1974, titulaire de la carte de membre no 2524,. Il rejoint enfin le Parti des forces nouvelles (1974-1981).
Au début des années 1980, avec d'autres cadres du PFN, il rejoint le Centre national des indépendants et paysans, puis l'Union pour la démocratie française (UDF).
Après la défaite de la droite aux élections de 1988, Hervé Novelli et Alain Madelin fondent l'Institut Euro 92, qui a pour vocation de préparer l'entrée des entreprises françaises dans le Marché unique européen, et dont Hervé Novelli deviendra le secrétaire général.
Il rejoint le Parti républicain, une autre composante  de l’UDF. Secrétaire général en 1990, il est ensuite membre du bureau exécutif en 1993, il est chargé des relations avec les Assemblées territoriales et les élus.

### Parlementaire
Élu conseiller municipal de Richelieu en 1989, il remporte le scrutin législatif de 1993 dans la 4e circonscription d'Indre-et-Loire. Son mandat parlementaire est marqué par son action auprès des entreprises : il cofonde ainsi le groupe « Audace pour l'emploi », qui réunit 42 députés issus du milieu entrepreneurial. Auteur d'un rapport sur le développement économique local et l'emploi au sein des petites et moyennes entreprises, il est également rapporteur de la commission d'enquête sur les aides à l'emploi, et rapporteur de la mission d'information sur l'application de la loi quinquennale pour l'emploi. À la demande de Gérard Longuet, il coordonne par ailleurs, de 1993 à 1995, l'action des députés membres du Parti républicain.
Après la dissolution de 1997, qui débouche sur une victoire électorale de la gauche, il ne retrouve pas son siège de député à l'Assemblée nationale, battu par le socialiste Yves Dauge. La même année, élu conseiller général d'Indre-et-Loire dans le canton de Richelieu, il prend part à la fondation de Démocratie libérale dont il devient délégué général. Il occupe la vice-présidence du conseil général de 1998 à 2001.
En 1999, il est élu député européen sur la liste d'union RPR-DL, conduite par Nicolas Sarkozy. Deux ans plus tard, Hervé Novelli devient maire-adjoint de la commune de Richelieu, président du Syndicat mixte du pays du Chinonais et président de la communauté de communes du Pays de Richelieu.
Soutien d'Alain Madelin lors de l'élection présidentielle de 2002, il retrouve son mandat de député le 16 juin 2002, en l'emportant avec 53,68 % des suffrages. Durant la XIIe législature, membre du groupe UMP, Hervé Novelli est rapporteur spécial des crédits du budget de l'industrie et président de la commission spéciale chargée d'examiner le projet de loi d'initiative économique. En 2003, il est à l'origine de la commission d’enquête sur les conséquences des 35 heures, dont il devient porte-parole, et qui préconise l'assouplissement de la règlementation liée à cette loi.
Aux élections régionales de 2004, la liste UMP à laquelle il appartient, conduite par Serge Vinçon, échoue à reconquérir la région Centre. Hervé Novelli est néanmoins élu conseiller régional d'opposition. À l'arrivée de Nicolas Sarkozy à la présidence de l'UMP, le 28 novembre 2004, Hervé Novelli est nommé secrétaire national chargé des fédérations en tandem avec Christian Estrosi, puis Roger Karoutchi. Le 7 mars 2006, il officialise à la maison de la Mutualité la création du premier courant de l'UMP, « Les Réformateurs », qui regroupe une centaine de députés libéraux.
Hervé Novelli est réélu député de la 4e circonscription d'Indre-et-Loire le 17 juin 2007, avec 52,56 % des voix. Il abandonne son mandat à la suite de sa nomination au gouvernement en 2007, puis retrouve son siège le 14 décembre 2010, un mois après son départ du gouvernement. Il est également à cette occasion devenu secrétaire général adjoint de l'UMP à condition, a-t-il déclaré, de ne pas être « un alibi libéral à l'UMP ».
Les militants UMP le désignent tête de liste de la majorité présidentielle en région Centre pour les élections régionales de 2010, avec 72,6 % des voix, contre Serge Lepeltier. Alors que la droite place des espoirs dans cette région, la liste conduite par Hervé Novelli est nettement devancée au second tour, le 21 mars 2010, par celle du président du conseil régional sortant, François Bonneau, qui recueille 50,0 % des voix dans une triangulaire avec le Front national.
Hervé Novelli est battu dans la 4e circonscription d'Indre-et-Loire le 17 juin 2012 par le candidat socialiste Laurent Baumel, maire de Ballan-Miré qui obtient 53,39 % des voix. il déclare mettre désormais fin à sa carrière politique parlementaire mais compte garder ses responsabilités au niveau local. Il est cependant candidat dans la même circonscription aux élections législatives de 2017, où il est battu au second tour avec 41,74 % des voix contre 58,26 % pour Fabienne Colboc, candidate LREM. Il est depuis président du Conseil supérieur de l'œnotourisme.

### Secrétaire d'État
Le 18 juin 2007, Hervé Novelli est nommé secrétaire d'État chargé des Entreprises et du Commerce extérieur dans le gouvernement François Fillon II. À la suite des élections municipales de mars 2008, qui voient son élection à la mairie de Richelieu, il devient secrétaire d'État chargé du Commerce, de l'Artisanat, des Petites et Moyennes entreprises, du Tourisme et des Services (le portefeuille de la Consommation lui est ajouté le 23 juin 2009). Il perd son poste lors du remaniement du 14 novembre 2010, remplacé par Frédéric Lefebvre au sein du gouvernement Fillon.
En tant que ministre, Hervé Novelli fait voter la loi de modernisation de l'économie de 2008. Ce texte met notamment en place le statut d'auto-entrepreneur, destiné à faciliter le lancement et l'interruption d'une activité, entré en vigueur le 1er janvier 2009. Le dispositif rencontre un certain succès en pleine crise économique, puisqu'adopté par plus de 145 000 personnes en seulement six mois mais pour un revenu moyen inférieur au RSA . Au 31 décembre 2009, l'INSEE comptabilise 320 019 demandes de création en auto-entrepreneur et l'objectif d'un milliard d'euros de chiffre d'affaires généré par le « statut Novelli » est atteint. Sur le plan idéologique, ce statut permet, selon ses concepteurs, d'« exalter l'esprit d'entreprise ». Pour Hervé Novelli : « cela abolit, d'une certaine manière, la lutte des classes. Il n'y a plus d'exploiteurs et d'exploités. Seulement des entrepreneurs : Marx doit s'en retourner dans sa tombe ».
Hervé Novelli a également mis en place le statut d'EIRL (Entreprise individuelle à responsabilité limitée) qui permet notamment de protéger le patrimoine des artisans ou commerçants en cas de faillite.

### Après le gouvernement

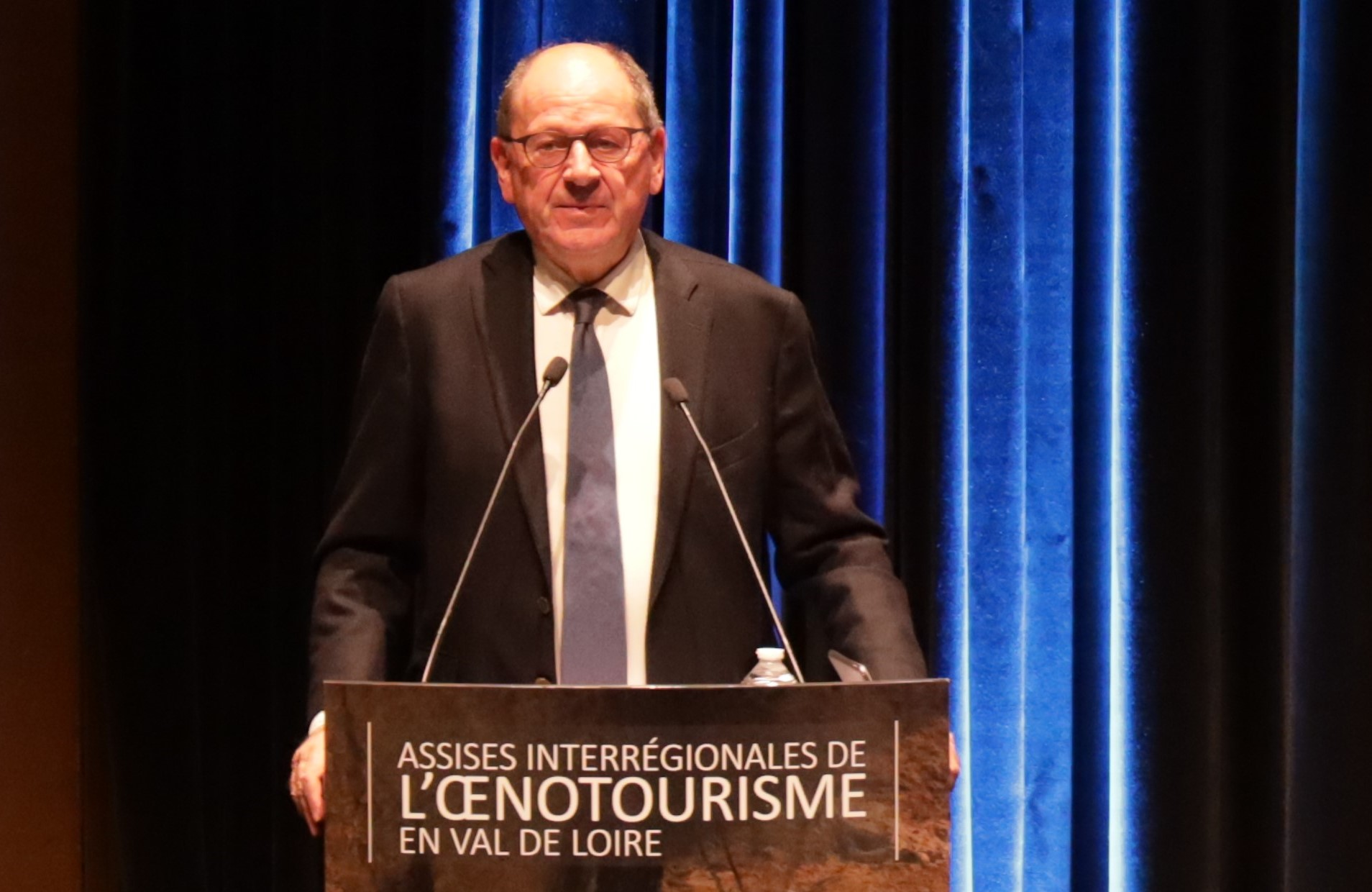
Hervé Novelli, intervenant en 2019 comme président du Conseil supérieur de l'œnotourisme.

Hervé Novelli ne se représente pas aux élections municipales de 2020.
En 2025, il lance avec Alain Madelin et Gérard Longuet le projet Kairos, dont l'objectif est d'utiliser l'intelligence artificielle pour promouvoir le libéralisme.

## Détail des mandats et fonctions

### Au gouvernement
- 18 juin 2007 - 18 mars 2008 : secrétaire d'État chargé des Entreprises et du Commerce extérieur, auprès de la ministre de l'Économie, des Finances et de l'Emploi
- 18 mars 2008 - 23 juin 2009 : secrétaire d'État chargé du Commerce, de l'Artisanat, des Petites et Moyennes entreprises, du Tourisme et des Services, auprès de la ministre de l'Économie, de l'Industrie et de l'Emploi
- 23 juin 2009 - 14 novembre 2010 : secrétaire d'État chargé du Commerce, de l’Artisanat, des Petites et Moyennes entreprises, du Tourisme, des Services et de la Consommation, auprès de la ministre de l'Économie, de l'Industrie et de l'Emploi

### Au Parlement
- 2 avril 1993 - 21 avril 1997 ; 19 juin 2002 - 19 juillet 2007 ; 14 décembre 2010 - 19 juin 2012 : député de la 4e circonscription d'Indre-et-Loire
- 20 juillet 1999 - 17 juin 2002 : député européen

### Au niveau local
- 19 mars 1989 - 18 juin 1995 : conseiller municipal de Richelieu (Indre-et-Loire)
- 18 juin 1995 - 18 mars 2001 : conseiller municipal de Joué-lès-Tours (Indre-et-Loire)
- 7 septembre 1997 - 18 mars 2001 : conseiller général d'Indre-et-Loire
- 23 mars 1998 - 18 mars 2001 : vice-président du conseil général d'Indre-et-Loire
- 2001-2020 : président du syndicat mixte du pays du Chinonais
- 2001-2008 : adjoint au maire de Richelieu
- 2001- 2017 : président de la communauté de communes du Pays de Richelieu
- 2004-2007 : conseiller régional du Centre, élu en Indre-et-Loire
- 2010-2015 : conseiller régional du Centre, élu en Indre-et-Loire
- 2008-2020 : maire de Richelieu

### Au sein de partis politiques
- Secrétaire général du Parti républicain (1990), puis membre du bureau exécutif (1993)
- 1993 - 2002 : président de la fédération PR puis DL d'Indre-et-Loire
- 1995 - 1996 : coordinateur des députés PR à l'Assemblée nationale
- jusqu'en 1997 : vice-président du groupe UDF à l'Assemblée nationale
- 1996 - 1999 : membre du bureau politique de l'UDF
- 1997 - 1998 : délégué général de Démocratie libérale
- 1998 - 2002 : membre du comité exécutif de DL, chargé de mission auprès du président, chargé des réseaux et des cercles professionnels
- 2004 - 2007 : secrétaire national de l'UMP, chargé des fédérations et de l'animation
- 2005 - 2007 : vice-président du groupe UMP à l'Assemblée nationale
- 2009 - 2010 : conseiller politique à l'UMP
- depuis 2011 : secrétaire général adjoint de l'UMP

## Publications
- Aider les PME : défis et réalités, Paris, Les Éditions d'organisation, 1994, 143 p. (ISBN 978-2-7081-1682-5)
- Avec Arnaud Folch, L'auto-entrepreneur, des clés pour réussir : entretiens, Monaco-Paris, Le Rocher, 2009, 155 p. (ISBN 978-2-268-06856-5)
- Avec Louis Le Duff, Entreprendre et réussir : 3 guides pratiques : Créateur : Auto-entrepreneur : franchisé, Rennes, Éditions GLD, 2009, 340 p. (ISBN 978-2-9531274-1-6)

## Distinctions

### Décoration
- Chevalier de la Légion d'honneur (2021)[33].

### Récompense
- Prix Renaissance de l'économie 2017[34].